# Balsièges
Balsièges is een gemeente in het Franse departement Lozère (regio Occitanie). De plaats maakt deel uit van het arrondissement Mende. Balsièges telde op 1 januari 2022 587 inwoners.

## Geografie
De oppervlakte van Balsièges bedroeg op 1 januari 2022 32,88 vierkante kilometer; de bevolkingsdichtheid was toen 17,9 inwoners per km².

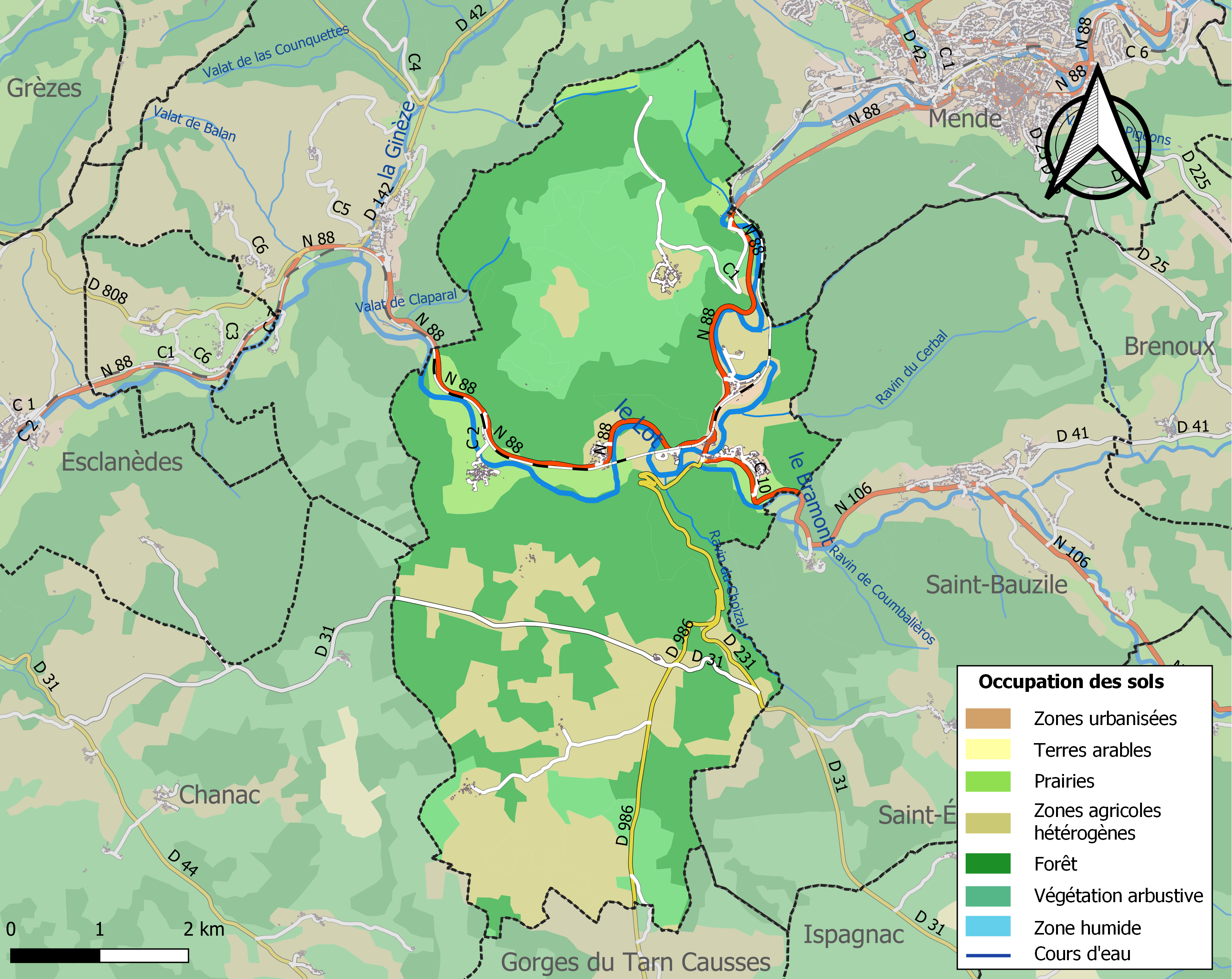
Kaart van de gemeente met de belangrijkste infrastructuur, bodemgebruik en omliggende gemeenten

## Verkeer en vervoer
In de gemeente ligt het gesloten spoorwegstation Balsièges en de nog in gebruik zijnde spoorweghalte Balsièges-Bourg.

## Demografie
Onderstaande figuur toont het verloop van het inwonertal (bron: INSEE-tellingen).